# Brenda Bruce
Brenda Bruce est une actrice britannique, née le 7 juillet 1918 à Manchester (Royaume-Uni), morte le 19 février 1996 à Londres (Royaume-Uni).

## Filmographie

### Cinéma
- 1943 : Ceux de chez nous (Millions Like Us) : Brenda, une ouvrière de l'usine
- 1945 : They Came to a City de Basil Dearden : une femme sur la colline
- 1945 : I Live in Grosvenor Square d'Herbert Wilcox : une jeune femme
- 1946 : Service secret contre bombe atomique (Night Boat to Dublin) de Lawrence Huntington : Lily Leggett
- 1946 : L'Étrange Aventurière (I See a Dark Stranger) de Frank Launder : une serveuse américaine
- 1946 : Piccadilly Incident (en) d'Herbert Wilcox : Sally Benton
- 1946 : Carnival de Stanley Haynes : Maudie Chapman
- 1947 : Erreurs amoureuses (While the Sun Shines) d'Anthony Asquith : Mabel Crum
- 1947 : When the Bough Breaks (en) de Lawrence Huntington : Ruby
- 1948 : My Brother's Keeper (en) d'Alfred Roome : Winnie Forman
- 1949 : Marry Me! de Terence Fisher : Brenda Delamere
- 1949 : Don't Ever Leave Me (en) d'Arthur Crabtree : Miss Smith
- 1952 : Two on the Tiles (en) de John Guillermin : Janet Lawson
- 1953 : The Final Test d'Anthony Asquith : Cora
- 1958 : Behind the Mask de Brian Desmond Hurst : Elizabeth Fallon
- 1958 : L'habit fait le moine (Law and Disorder) de Charles Crichton : Mary
- 1960 : Le Voyeur (Peeping Tom) de Michael Powell : Dora
- 1964 : Meurtre par procuration (Nightmare) de Freddie Francis : Mary Lewis
- 1964 : L'Oncle  (The Uncle) de Desmond Davis : Addie Morton
- 1969 : The Virgin Soldiers de John Dexter : la nonne infirmière
- 1973 : That'll Be the Day de Claude Whatham : Doreen
- 1974 : Swallows and Amazons : Mme Dixon
- 1975 : All Creatures Great and Small (en) de Claude Whatham : Miss Harbottle
- 1985 : Time After Time : June Swift
- 1985 : Steaming de Joseph Losey : Mme Meadows
- 1988 : La Petite Dorrit (Little Dorrit) de Christine Edzard : Duchesse
- 1990 : December Bride (en) de Thaddeus O'Sullivan : Martha Gilmartin
- 1991 : Antonia et Jane (Antonia and Jane) de Beeban Kidron : thérapeute
- 1993 : Grandeur et descendance (Splitting Heirs) de Robert William Young : Mme Bullock

### Télévision
- 1938 : Laugh with Me : Rose Dinwiddy
- 1938 : The Wooing of Anne Hathaway : Katharine Hathaway
- 1962 : Le Conte d'hiver (The Winter's Tale) : Paulina
- 1972 : The Man from Haven (série télévisée) : Mary Balfour
- 1973 : Cheri : Charlotte
- 1974 : Alice Through the Looking Glass : la Reine blanche
- 1976 : Ubu roi (TV) : Mère Ubu
- 1977 : L'Homme au masque de fer (The Man in the Iron Mask) : Anne d'Autriche
- 1977 : Murder Most English: A Flaxborough Chronicle (série télévisée) : Lucilla Teatime
- 1978 : Rebecca of Sunnybrook Farm : Tante Miranda
- 1978 : Quiet as a Nun (TV) : Sœur Elizabeth
- 1978 : La Couronne du diable ("The Devil's Crown") (série télévisée) : Impératrice Matilda
- 1979 : Henry IV, Part I : Madame Quickly
- 1979 : Henry IV, Part II : Madame Quickly
- 1979 : Henry V (TV) : Madame Quickly
- 1983 : Farmers Arms : Mme Casson
- 1983 : The Home Front (série télévisée) : Mme Place
- 1983 : The Mad Death (feuilleton TV) : Mme Stonecroft
- 1983 : Macbeth : la première sorcière
- 1985 : Connie (en) (série télévisée) : Bea
- 1986 : David Copperfield (feuilleton TV) : Betsy Trotwood
- 1987 : London Embassy (feuilleton) : Madge Cowrie
- 1987 : Doctor Who : épisode « Paradise Towers » : Le concierge en chef / Le Grand Architecte
- 1987 : The Secret World of Polly Flynt : Grand-mère Porter
- 1988 : Menace Unseen : Norma Trisk
- 1988 : Le Dixième Homme (The Tenth Man) : Mme Mangeot (la mère de Michel et Thérèse)
- 1989 : Back Home (en) : L'Honorable Lady Béatrice "Beattie" Langley
- 1992 : Harnessing Peacocks : Amy Tremayne
- 1992 : Goodbye Cruel World (en) (feuilleton) : Marjory
- 1992 : Growing Rich (série télévisée) : Mme Baker
- 1993 : The Riff Raff Element (série télévisée) : Grand-mère Grogan
- 1993 : Riders : Grand-mère Maxwell
- 1994 : Men of the World (série télévisée) : Mme Daff
- 1995 : The Widowing of Mrs. Holroyd (TV) : Grand-mère